# كارولين كنوتسن
كارولين كنوتسن (بالنرويجية البوكمول: Caroline Knutsen)‏ هي لاعبة كرة قدم نرويجية، ولدت في 21 نوفمبر 1983 في Skibotn ‏ في النرويج. لعبت مع نادي فوليرينغا.

## وصلات خارجية
- كارولين كنوتسن على موقع الاتحاد الدولي (مؤرشف)  (الإنجليزية)
- كارولين كنوتسن على موقع الاتحاد الأوربي (الإنجليزية)
- كارولين كنوتسن على موقع اتحاد النرويج (النرويجية)
- كارولين كنوتسن على موقع قاعدة بيانات كرة القدم.إي يو (الإنجليزية)
- كارولين كنوتسن على موقع Soccerway.com (الإنجليزية)